# Sein und Haben
Sein und Haben (frz. Originaltitel Être et avoir) ist eine preisgekrönte französische Dokumentation von Nicolas Philibert aus dem Jahr 2002 über eine französische Dorfschule in Saint-Étienne-sur-Usson in der Auvergne. Der Film wurde bei den Internationalen Filmfestspielen von Cannes 2002 vorgestellt und kam am 28. August 2002 in die französischen Kinos und am 16. Januar 2003 nach Deutschland.

## Handlung
Der Film spielt in einer Dorfschule in der Auvergne, in der sämtliche Kinder bis zum Ende der Grundschule in einer Klasse unterrichtet werden. Georges Lopez ist der einzige Lehrer einer Klasse, der auf die individuellen Entwicklungen seiner Kinder einzugehen hat und der auch bei Streitigkeiten schlichten muss. Mitunter nutzt er diese Konflikte auch, um sie in sein Lehrkonzept mit einzubeziehen; so erklärt er zum Beispiel einem Schüler anhand seiner verschmutzten Hand die Bezeichnungen der einzelnen Finger. Oder er geht mit den Kindern hinaus in die Natur und hält dort den Biologieunterricht ab, wo sich für jede Altersgruppe die richtigen Unterrichtsobjekte finden. Zum Schulschluss verabschiedet er jedes Kind mit den in Frankreich üblichen Wangenkuss. Dem Lehrer obliegt die Erziehung der Kinder beinahe allein, nur vereinzelt sieht man andere Erwachsene, wenn beispielsweise die Hausaufgaben erledigt werden.
Der Film beginnt im Winter in einer Schneelandschaft und endet im Sommer.

## Hintergrund
Die Dokumentation zeigte den Alltag in einer Grundschule der Gemeinde Saint-Étienne-sur-Usson mit knapp über 200 Einwohnern. Die Schule hat eine kleine altersgemischte Klasse (von vier bis zwölf Jahren) mit einem engagierten Lehrer, Herrn Lopez, der Geduld und Respekt für die Kinder zeigt, während wir ihre Geschichte durch ein einziges Schuljahr verfolgen.
Lesen lernen und die Frage nach dem „Zusammenleben“ ist ein Thema, das Regisseur Nicolas Philibert schon immer ansprechen wollte. Im Frühjahr 2000 wollte er einen Dokumentarfilm über die ländliche Welt und insbesondere über die finanziellen Schwierigkeiten einiger Bauern drehen. Während der Prospektion kam ihm die Idee, einen Film über das Leben einer Schule in einem kleinen Dorf zu drehen.
Nicolas Philibert wollte eine Schule in ländlicher Umgebung, mitten in den Bergen, mit langen und strengen Wintern, und er entschied sich für das Massif Central. Die Schule sollte nur eine Klasse haben, eine reduzierte Schülerzahl, einschließlich Schüler der Kinder im höheren Kindergartenalter. Die Klasse musste geräumig sein, damit sich das Filmteam bewegen konnte, ohne den Lehrer und die Schüler zu stören, und hell, um keine künstliche Beleuchtung zu benötigen. Die Recherche dauerte fünf Monate, und nachdem 400 Schulen ausfindig gemacht und hundert besucht worden waren, fiel die Wahl von Nicolas Philibert auf die Schule von Saint-Étienne-sur-Usson in Puy-de-Dôme im Herzen des Regionalen Naturparks Livradois-Forez.
Die Dreharbeiten erfolgten im Zeitraum von Dezember 2000 bis zum Juni 2001 für eine Gesamtdauer von zehn Wochen, aufgeteilt in sechs Perioden. Um sich in der Klasse bekannt und akzeptiert zu machen, verbrachte das Filmteam, bestehend aus vier Personen, Nicolas Philibert, einem Kameramann, einem Kameraassistenten und einem Tontechniker, den ersten Tag damit, den Kindern das ganze Material zu erklären. Während der verschiedenen Drehsitzungen machte sich der Regisseur Notizen über die Fortschritte der Schüler, die Jahreszeiten, das Wetter und drehte auch lange Außenaufnahmen, um das Schulleben während eines Jahres zu unterstreichen.

## Klage
Mit dem Eintreten des Erfolgs des Films in den Kinos unternahm Lopez, die Hauptfigur des Dokumentarfilms, einen erfolglosen Versuch, die Macher des Werks auf einen Anteil des Gewinns von 2 Millionen Euro zu verklagen. Einer seiner Hauptvorwürfe war, dass die Filmemacher sein Bild ohne Genehmigung verwertet hätten. Französische Filmgewerkschaften warnten davor, dass ein Erfolg von Lopez „den Tod des Dokumentarfilms bedeutet und das entscheidende Prinzip untergraben hätte, dass die Probanden nicht für die Teilnahme bezahlt werden sollten“.
Nach dem Gerichtsverfahren sagte Lopez, dass er, die Kinder und ihre Familien von der Produktionsfirma des Films über den Zweck und das beabsichtigte Publikum des Films getäuscht worden seien:
„Wir wurden in die Irre geführt. Die Produktionsfirma teilte mir und den Familien der Kinder mit, dass sie einen kleinen Dokumentarfilm über das Phänomen der Ein-Lehrer-Dorfschule drehen würden und dass der Film hauptsächlich zu Bildungszwecken verwendet werden würde. Sie sagten, er werde nur mit wenigen Kopien gezeigt, und haben nie darüber gesprochen, den Film zu vermarkten, um ihn zu einem solchen kommerziellen Unterfangen zu machen ... Wir hatten keine Ahnung, dass er im ganzen Land in die Kinos kommen, auf DVD veröffentlicht oder im Ausland vertrieben werden würde“.
Lopez sagte, die unerwartete Aufmerksamkeit, die der Film den jungen Schülern gebracht habe, habe einige von ihnen traumatisiert: „Ein Kind, das bis zur Veröffentlichung des Films sehr stabil und glücklich war, war so verzweifelt über seinen unerwarteten Ruhm, dass es anfing, ins Bett zu machen und Angst vor der Dunkelheit bekam … Andere Kinder wurden in ihren neuen weiterführenden Schulen gehänselt wegen ihrer Beteiligung. Alle waren als direkte Folge des Films einem großen Stress ausgesetzt.“
Das Gericht entschied, dass Lopez’ Teilnahme an den Filmfestspielen von Cannes, an denen er mit einigen Schülern anwesend war, und seine wiederholt öffentlich geäußerte Zufriedenheit über den Erfolg des Films seine stillschweigende Zustimmung zur Verwendung seines Bildes darstellten. Unterstützt wurde Lopez bei seiner Aktion von den Familien der meisten seiner ehemaligen Schüler, von denen einige erklärten, sie würden auch selbst die Filmgesellschaft verklagen.

## Rezeption
Filmstarts.de schrieb: „Die Dokumentation schildert den komplizierten Schulalltag einer Zwergschule, in dem die Schüler von Georg Lopez in einem warmen Klassenzimmer abgeschieden von der Großstadt lesen und schreiben, zusammen kochen und lernen, miteinander zurecht zu kommen.“
Bei cinestar.de wertete man ähnlich: „Der Film beobachtet den leidenschaftlichen Lehrer bei seiner außergewöhnlichen Aufgabe und die unterschiedlichen Schüler und ihre Entwicklung im Laufe eines Jahres.“
Thomas Gerstenmeyer wertete: Regisseur „Nicolas Philibert ist einer der sensibelsten und ausdrucksstärksten zeitgenössischen Filmemacher Frankreichs. Seine Dokumentarfilme besitzen die Eleganz und die emotionale Wucht von großen Spielfilmen. Sein und Haben ist sein bislang stärkstes Werk.“ „Für die herausragende Qualität von Philiberts Films spricht […], dass der Regisseur unaufdringliche Erläuterungen zu den Motivationen […][bei Streitigkeiten und Konflikten] – auf der einen Seite familiärer 'Ansporn' zum Hausaufgabenmachen durch Ohrfeigen, auf der anderen Seite Gefühlswirrwarr wegen eines schwerkranken Vaters – nicht vorenthält. Damit verleiht er auch dieser Sequenz des Films eine weit reichende humane Bedeutung.“ „Philibert gelingt es, die tiefere Bedeutung jeder einzelnen Interaktion zwischen den Kindern und ihrem Erzieher herauszukristallisieren. Er zeigt unaufdringlich und höchst wirkungsvoll, wie alle auf ihre ureigenste Weise mit den Veränderungen im Leben umgehen und fertig werden (müssen). Sein und Haben ist ein zärtlicher, kluger, humorvoll-poetischer, herzergreifend schöner und im allerbesten Sinne erhebender Film. Er sei allen Menschen empfohlen, die jemals einen Fuß in ein Klassenzimmer setzten.“
Der deutsche Filmdienst zitierte für seine Rezeption „Kinotipp der katholischen Filmkritik“: „Dokumentarfilm über eine Dorfschule in den französischen Bergen, wo zwölf Kinder zwischen vier und elf Jahren von einem Lehrer unterrichtet werden. Die oft humorvollen Begebenheiten beim Lernen und Spielen verdichten sich zu einfühlsamen Porträts der Kinder und ihres Lehrers sowie des Lebens auf dem Land, die viel Raum geben, sich an die eigene Kindheit zu erinnern. Durch seine ruhige, unprätentiöse und doch spannende Art macht der Film sensibel für die kleinen magischen Momente des Alltags. (Kinotipp der katholischen Filmkritik; O.m.d.U.) - Sehenswert ab 12.“

## Auszeichnungen
Der Film erhielt 2002 den Louis-Delluc-Preis und den Europäischen Filmpreis für Dokumentation und wurde 2003 für den César in den Kategorien Bester Film, Beste Regie nominiert und in der Kategorie Bester Schnitt ausgezeichnet. Im selben Jahr folgte die Auszeichnung des Syndicat Français de la Critique de Cinéma als bester französischer Film.